# El jardín de las delicias
El jardín de las delicias is een Spaanse dramafilm uit 1970 onder regie van Carlos Saura.

## Verhaal
Antonio staat aan het hoofd van een familie-imperium. Na een auto-ongeluk kan hij zich niets meer herinneren. Als zowel zijn vrouw, zijn kinderen als zijn minnares uit blijken te zijn op zijn fortuin, doet hij een beroep op zijn vader. Ze spelen zijn jeugd na, zodat hij zijn herinneringen terugkrijgt.

## Rolverdeling
| Acteur                  | Personage    |
| ----------------------- | ------------ |
| José Luis López Vázquez | Antonio      |
| Luchy Soto              | Luchy        |
| Francisco Pierrá        | Don Pedro    |
| Charo Soriano           | Actrice      |
| Lina Canalejas          | Tante        |
| Julia Peña              | Julia        |
| Mayrata O'Wisiedo       | Verpleegster |
| Esperanza Roy           | Nicole       |
| Alberto Alonso          | Tony         |
| Luis Peña               | Staflid      |
| José Nieto              | Staflid      |
| Antonio Canal           | Staflid      |
| Eduardo Calvo           | Vriend       |
| Marisa Porcel           | Dienstmeisje |
| Luisa Fernanda Gaona    | Dienstmeisje |